# Film (singel Kalibra 44)
Film – drugi singiel zespołu hip-hopowego Kaliber 44, wydany w lutym 1998 roku. Był to jedyny promujący album W 63 minuty dookoła świata. Singiel dotarł na 2. miejsce  polskiej listy bestsellerów. Utwór „Może tak, może nie” można było usłyszeć już w roku 1997, na składance Hip-Hopla wydanej nakładem S.P. Records. 

## Lista utworów
Opracowano na podstawie materiału źródłowego.
1. „Film (radiowy)” – 5:14
2. „Film (instrumental)” – 5:54
3. „Może tak, może nie (radiowy)” – 5:25
4. „Może tak, może nie (instrumental)” – 5:24

## Twórcy
Opracowano na podstawie materiału źródłowego.
- Marcin „AbradAb” Marten – wokal (1, 3)
- Michał „Joka” Marten – wokal (1, 3)
- Piotr „Magik” Łuszcz – wokal (1, 3)
- Sebastian „DJ Feel-X” Filiks – skrecze, produkcja